# NGC 1468
NGC 1468 è una vasta e lontana galassia lenticolare (o ellittica) situata nella costellazione dell'Eridano, a una distanza di circa 469 milioni di anni luce dalla nostra Via Lattea.

## Scoperta
La galassia è stata scoperta il 19 dicembre 1881 dall'astronomo francese Édouard Stephan.

## Descrizione
Secondo il database SIMBAD, NGC 1468 è una radiogalassia.
Data la sua luminosità superficiale pari a 14,16, NGC 1468 può essere classificata come una galassia a bassa luminosità superficiale (nella letteratura in lingua inglese abbreviata in LSB, acronimo di Low Surface Brightness). Le galassie LSB sono galassie di tipo diffuso (D) con una luminosità superficiale inferiore di almeno una magnitudine a quella del cielo notturno circostante.